# 수전 베넷
수전 베넷(영어: Susan Bennett, 1949년 7월 31일 ~ )은 미국의 성우이다. iOS의 음성 인식 앱 시리의 목소리를 냈다.